# 美榮橋站
26°13′9.26″N 127°41′3.85″E / 26.2192389°N 127.6844028°E

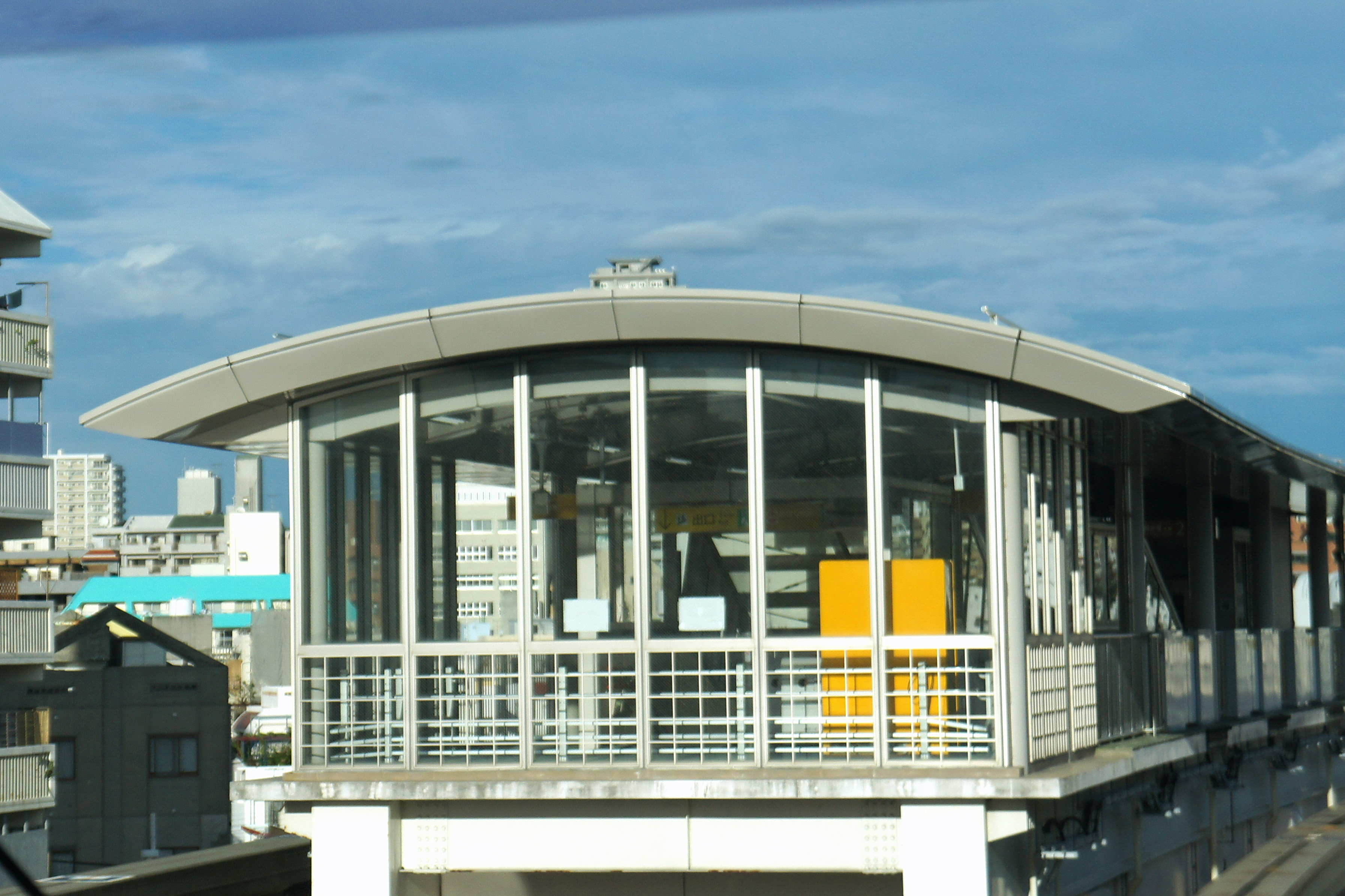
美榮橋站月台部份

美榮橋站（日语：／ Miebashi eki */?）是位於日本沖繩縣那霸市牧志1丁目的沖繩都市單軌電車線車站。

## 車站構造
- 島式月台雙線
- 有自動電梯的設備。

### 月台配置
| 月台 | 路線                | 目的地                         |
| ---- | ------------------- | ------------------------------ |
| 1    | ■沖繩都市單軌電車線 | 牧志、歌町、首里、日子浦西方向 |
| 2    | ■沖繩都市單軌電車線 | 縣廳前、小祿、那霸機場方向     |

### 車站設備
- 自行車停車場-站的南面（免費）。
- 投幣式儲物櫃
- 公共電話
- 自動售賣機（飲品）
- 廁所

## 歷史
- 2003年8月10日：車站啟用

## 利用狀況
| 年度 | 1日平均乗車人數 |
| ---- | --------------- |
| 2003 | 2,083           |
| 2004 | 2,052           |
| 2005 | 2,056           |
| 2006 | 1,895           |
| 2007 | 1,925           |
| 2008 | 1,882           |
| 2009 | 1,916           |
| 2010 | 2,047           |
| 2011 | 2,115           |
| 2012 | 2,221           |

## 車站周邊
車站位於久茂地河旁。
政府機關
- 内閣府沖繩綜合事務局 - 徒歩約10分鐘
- 防衛施設廳那霸防衛設施局 - 徒歩約10分鐘

公共設施
- 那霸市旅遊案内所（那霸市旅遊協會）- 徒歩約5分鐘

教育
- 那霸市立前島小學

金融
- 沖繩銀行牧志分店 - 徒歩5分鐘
- 琉球銀行壺屋分店 - 徒歩7分鐘
- 三菱東京UFJ銀行那霸法人営業所 - 徒歩7分鐘
- 沖繩海邦銀行總店 - 徒歩10分鐘

郵局
- 那霸久茂地郵局 - 徒歩2分鐘

店鋪
- OPA - 徒歩5分鐘
- COM*D - 徒歩5分鐘
- 沖繩三越 - 徒歩6分鐘

觀光
- 國際通 - 徒歩5分鐘
- 第一牧志公設市場 -徒歩10分鐘

道路
- 沖映通
- 國道58號

## 巴士路線
若松入口巴士停
- 11線、安岡宇榮原線（那覇巴士）
- 19線、首里站おもろ城市線（沖縄巴士）
- 20線、名護西線（琉球巴士交通、沖縄巴士）
- 22線、こども的國宮里線（琉球巴士交通）
- 23線、具志川線（琉球巴士交通）
- 27線、屋慶名（大謝名）線（琉球巴士交通、沖縄巴士）
- 28線、讀谷（楚辺）線（琉球巴士交通、沖縄巴士）
- 29線、讀谷（喜名）線（琉球巴士交通、沖縄巴士）
- 32線、會議中心線（沖縄巴士）
- 52線、與勝線（沖縄巴士）
- 63線、謝苅線（琉球巴士交通）
- 77線、名護東（邊野古）線（沖縄巴士）
- 87線、てだこ線（沖縄巴士）
- 99線、天久新都心線（琉球巴士交通）
- 110線、長田具志川線（琉球巴士交通）
- 120線、名護西機場線（琉球巴士交通、沖縄巴士）
- 200線、糸滿おもろ城市線（沖縄巴士）
- 235線、志多伯おもろ城市線（沖縄巴士）
- 280線、屋慶名（首里站、國場）線（沖縄巴士）

美榮橋站前巴士停
- 30線、泡瀬東線（東陽巴士）
- 33線、糸滿西原（末吉）線（那覇巴士）
- 46線、糸滿西原（鳥堀）線（那覇巴士）
- 52線、與勝線（沖縄巴士）

## 相鄰車站
沖繩都市單軌電車
■沖繩都市單軌電車線
縣廳前（7）－美榮橋（8）－牧志（9）

## 外部連結
- 沖繩城市單軌電車 – 美榮橋站 （页面存档备份，存于）（日語）（英文）（繁體中文）（简体中文）